# Madame (pel·lícula)
Madame és un documental suís dirigit per Stéphane Riethauser el 2019.

## Contingut
La pel·lícula explica la història de Caroline i la seva relació amb el seu net -i director de la pel·lícula- Stéphane Riethauser. Amb l'ajuda de material d'arxiu, Riethauser reconstrueix la impressionant trajectòria de la seva àvia, que va créixer a la burgesia de Ginebra i que sempre va haver d'oposar-se als conceptes morals burgesos. La pel·lícula també mostra amb sensibilitat com Riethauser es va enfrontar de manera similar a opinions conservadores a causa de la seva homosexualitat, i fins a quin punt això va influir en la seva relació amb la seva àvia.

## Festivals
Madame s'ha projectat en nombrosos festivals, com ara Visions du Réel de Nyon i a DocumentaMadrid, on la pel·lícula va rebre el premi del Jurat,

## Crítiques
Marie Sauvion a Télérama diu de la pel·lícula que "sedueix amb la seva tendresa i confirma que cal coratge per convertir-se en un mateix". Sophie Benamon a Première compara l'estil de la pel·lícula amb un diari, proper als documentals de Jonathan Caouette.